# Maria Grazia Cucinotta
Maria Grazia Cucinotta (ur. 27 lipca 1968 w Mesynie na Sycylii) – włoska aktorka filmowa, producentka i modelka. Ma na koncie kilkadziesiąt ról filmowych i telewizyjnych, znana jest z występów w filmach Listonosz oraz Świat to za mało.

## Życiorys
Jej ojciec był listonoszem, a matka gospodynią domową. W dzieciństwie cierpiała na dysleksję, z powodu czego miała problemy w szkole. Kiedy miała 16 lat zaczęła pracować jako modelka. W 1987 wzięła udział w konkursie piękności Miss Włoch. Początkowo pracowała w Mediolanie, jednak później przeniosła się do Rzymu. Zainspirowana filmem Słodkie życie Federico Felliniego marzyła o karierze aktorki. W 1987 otrzymała rolę w programie telewizyjnym Idietro tutta! Renza Arbore w telewizji Rai 2. W Rzymie kontynuowała karierę modelki oraz rozpoczęła naukę aktorstwa i dykcji. W kolejnych latach występowała w filmach reklamowych i programach telewizyjnych. Zagrała również w teledysku do piosenki „Diamante” Zucchero. Na początku lat 90. zaczęła dostawać pierwsze role filmowe (w filmach Vacanze di Natale 90 i Viaggio d’amore), rozpoczęła również naukę angielskiego.

[Na ceremonii rozdania Oscarów] Po raz pierwszy czułam się nie tylko dumna, ale też szczęśliwa, że jestem Włoszką, bo zdałam sobie sprawę, że świat kocha Włochy, włoskie kobiety, wszystko co zostało stworzone we Włoszech; kulturę, poezję – i dla Amerykanów to wszystko zawierało się w moim wizerunku.

Międzynarodową rozpoznawalność przyniósł jej film Listonosz (1994), w reżyserii Michaela Radforda. Do roli w tym filmie została zaangażowana przez Massima Troisiego, współautora scenariusza i odtwórcę roli tytułowej. Cucinotta wcieliła się w barmankę Beatrice Russo, w której zakochany jest tytułowy listonosz, Mario, który by zdobyć jej serce, korzysta z pomocy słynnego chilijskiego poety Pablo Nerudy (w tej roli Philippe Noiret). Film okazał się dużym sukcesem komercyjnym i artystycznym, był m.in. nominowany w pięciu kategoriach (w tym za najlepszy film) do Oscara w 1996.
W kolejnych latach Cucinotta grała głównie we włoskich filmach kinowych i produkcjach telewizyjnych, a także w hiszpańskim horrorze Dzień bestii (1995) w reżyserii Álexa de la Iglesii. Jej pierwszym występem w kinie anglojęzycznym była rola Gabrielli w filmie Brooklińczycy (A Brooklyn State of Mind), gdzie partnerowała m.in. Vincentowi Spano i Danny’emu Aiello. Za tę rolę otrzymała nominację w kategorii Najlepsza Aktorka na New York International Independent Film & Video Festival. Wystąpiła także w głównej roli w filmie Ugo Chitiego La seconda moglie (Druga żona) (1998).
Zagrała w filmie Świat to za mało (1999) z serii o Jamesie Bondzie. Zabiegała o główną rolę Elektry King, ale reżyser Michael Apted uznał, że jej angielski jest za słaby. Rolę Elektry King zagrała ostatecznie Sophie Marceau, a Cucinotta otrzymała drugoplanową rolę zabójczyni Giulietty da Vinci „Cigar Girl”. Pojawiła się także gościnnie w serialach Wildside i Rodzina Soprano oraz u boku m.in. Woody’ego Allena w Darze z nieba (2000). Dwukrotnie wcieliła się w postać Marii Magdaleny w produkcjach telewizyjnych: Maria Magdalena (2000) oraz Przyjaciele Jezusa: Tomasz (2001).
Od 2005 łączy pracę aktorską z działalnością producencką. Pierwszym filmem, który współprodukowała był Wszystkie niewidzialne dzieci (2005), w którym także pojawiła się w roli epizodycznej. W 2006 założyła w Rzymie firmę producencką Seven Dreams Productions. Od tego czasu wyprodukowała kilkanaście filmów, w większości z nich również grała. Ma na koncie także użyczenie głosu postaci w serialu animowanym Simpsonowie (zarówno w wersji anglo- jak i włoskojęzycznej). Była współscenarzystką filmu Diabelskie sztuczki (2010), w którym zagrała jedną z głównych ról. W 2011 zadebiutowała jako reżyserka krótkometrażowym filmem Il Maestro, za który otrzymała Srebrną Wstęgę – Nagrodę Krajowego Włoskiego Syndykatu Dziennikarzy Filmowych dla Najlepszego Nowego Reżysera. W tym samym roku wystąpiła obok Anthony’ego Hopkinsa w horrorze Rytuał. W 2011 otrzymała także Premio America – nagrodę Fundacji Włochy-USA.
W 2009 powierzono jej prowadzenie ceremonii otwarcia i zamknięcia 66. Międzynarodowego Festiwalu Filmowego w Wenecji. W 2014 zaprezentowała album ze zdjęciami Douglasa Kirklanda Come una pin up, na których wystąpiła w stylizacjach nawiązujących do lat 50. Dochód z albumu został przekazany na cele charytatywne. Pełniła honory ambasadora wystawy światowej Expo 2015 w Mediolanie.

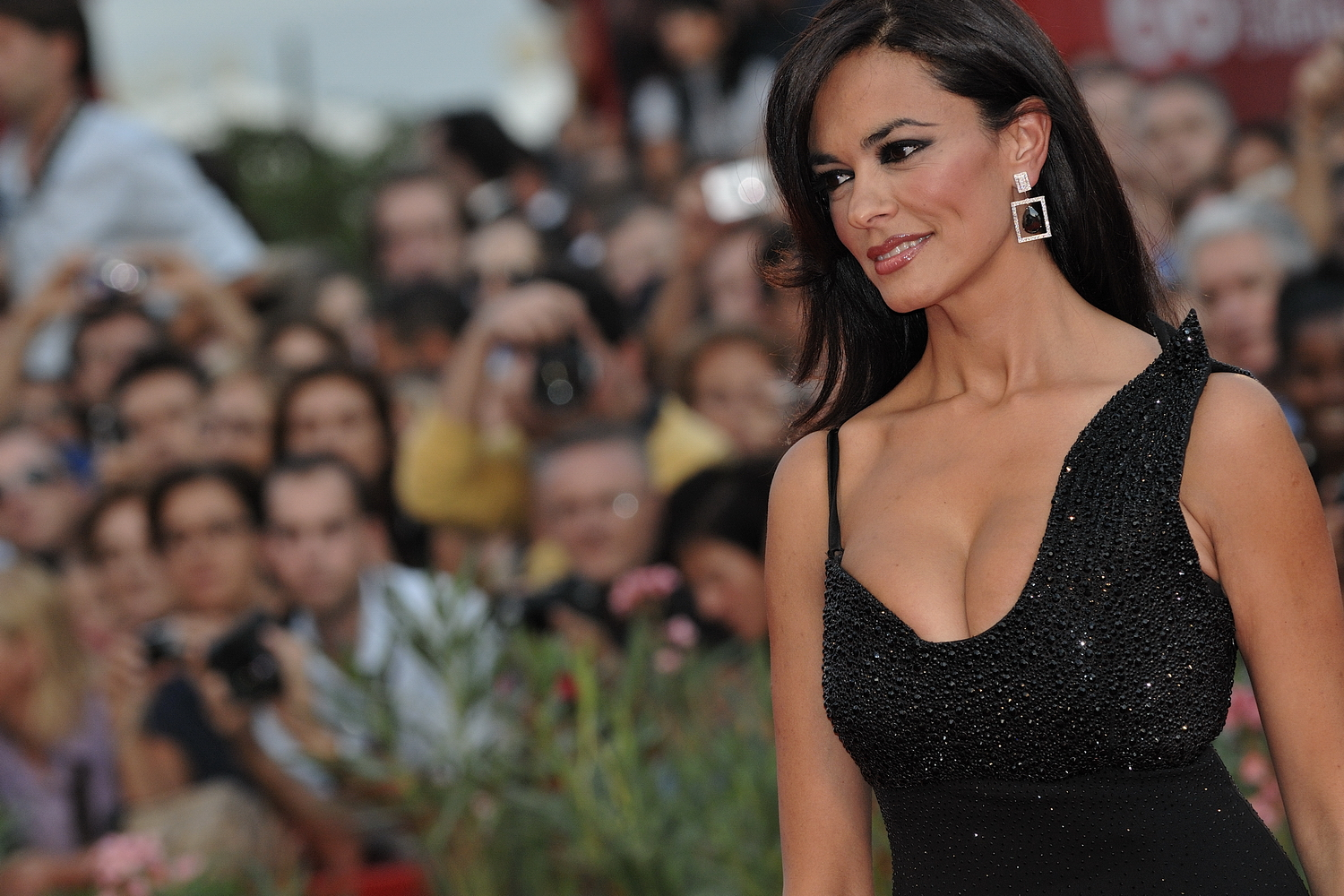
Maria Grazia Cucinotta na 66. MFF w Wenecji

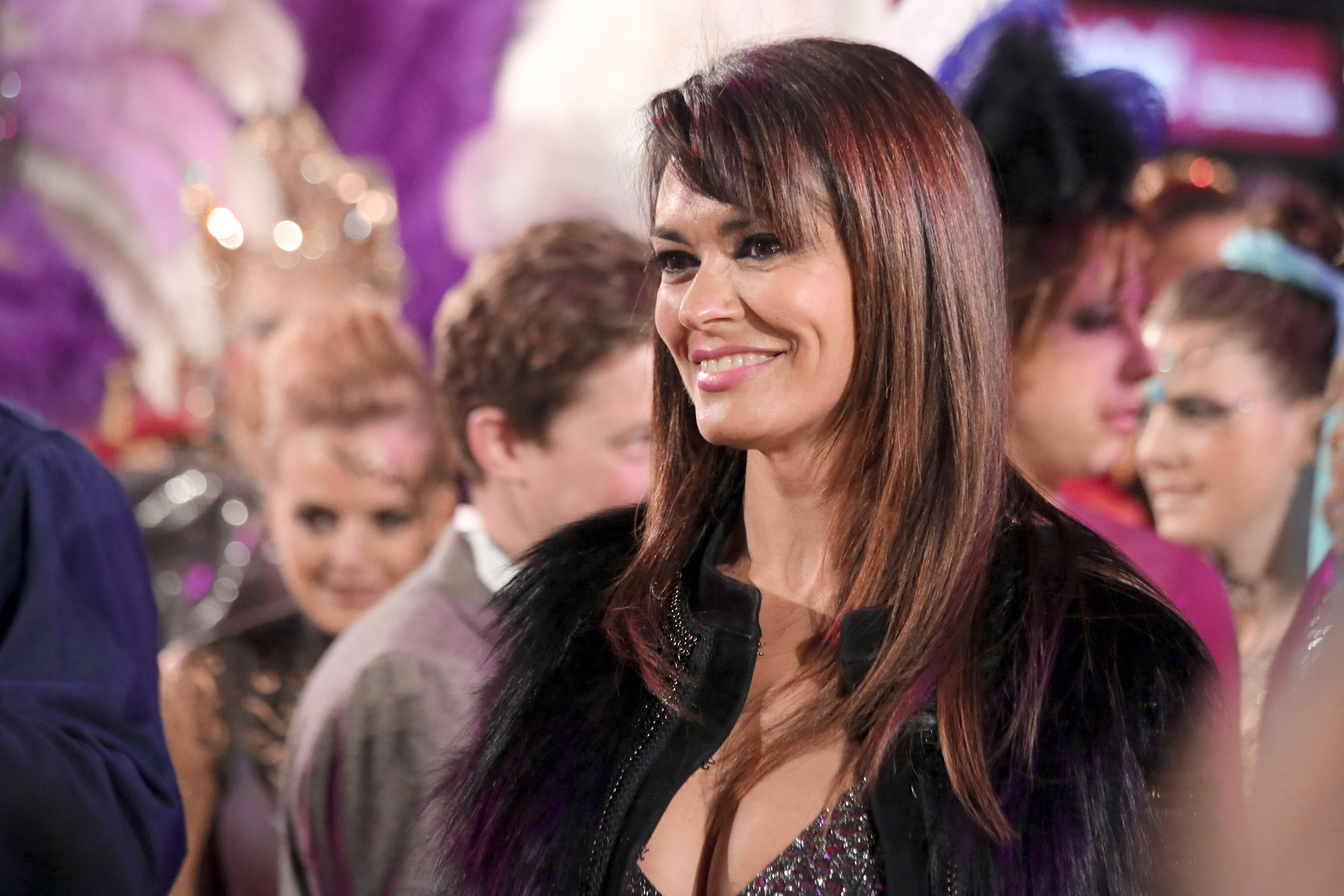
Maria Grazia Cucinotta na Life Ball w Wiedniu, 2013

### Wizerunek publiczny
Jest określana jako „ucieleśnienie włoskiej piękności” oraz „symbol włoskiego piękna”. W przeszłości była nazywana „naturalną spadkobierczynią” Sophii Loren i Giny Lollobrigidy. Przez kilkanaście lat za jej wizerunek publiczny odpowiadał Giorgio Armani. Cucinotta preferuje ubrania włoskich projektantów. Publicznie lubi odważne kreacje: Zawsze staram się nosić coś, co pokazuje mój dekolt, nogi, ale nie lubię być wulgarna. (...). Kiedy masz ciało, nie musisz go pokazywać za każdym razem. Odmawia także grania nago w filmach, z tego powodu odrzuciła propozycje występów m.in. w filmie o Austinie Powersie i Adwokacie diabła.
Od wielu lat angażuje się we wsparcie organizacji walczących z homofobią oraz deklaruje poparcie dla związków osób tej samej płci: Wierzę, że tam, gdzie jest prawdziwa miłość, tam wolność wyboru powinna być dana wszystkim. (...). Kiedy dwie dorosłe osoby decydują się żyć razem, powinny mieć do tego prawo i do tego, by kochać się nawzajem. W 2013 wystąpiła w roli „matki chrzestnej” festiwalu Gay Pride w Palermo.
Wspiera także różnego rodzaju inicjatywy humanitarne i dobroczynne, m.in. organizację Susan G. Komen walczącą z rakiem piersi, a także organizacje walczące z przemocą domową, działające na rzecz praw kobiet i dzieci. Jest ambasadorem Światowego Programu Żywnościowego ONZ na rzecz walki z głodem na świecie.
Deklaruje, że jest katoliczką, jednak nie uczestniczy regularnie we mszach.

## Życie prywatne
7 października 1995 w San Gemini wzięła ślub z przedsiębiorcą Giuliem Violatim. Mają córkę Giulię (ur. 2001). Pod koniec lat 90. mieszkała w Los Angeles, skąd w 2001 powróciła na stałe do Rzymu.

## Filmografia
- 2016: Oggi a te... domani a me jako Donatella
- 2015: Babbo Natale non viene da Nord jako psycholog
- 2015: Nomi e cognomi jako Anna Riva
- 2014: Cam Girl jako dyrektor agencji
- 2014: La moglie del sarto jako Rosetta
- 2012: Teresa Manganiello, Sui Passi dell'Amore jako Fabrizia Gregorini
- 2012: Un amor de película jako Laura
- 2011: The Opening jako Maria
- 2011: Rytuał jako ciotka Andria
- 2011: Transgression jako Elena
- 2011: Un giorno della vita jako Amelia
- 2010: Diabelskie sztuczki (L`Imbroglio nel lenzuolo) jako Marianna
- 2010: Dopo quella notte jako psychoanalityk
- 2010: La bella società jako Maria
- 2010: The Museum of Wonders jako Memè
- 2009: Death of the Virgin jako Claudia
- 2009: Familjet
- 2009: Flores negras jako Martha
- 2009: Fly Light jako Caterina
- 2009: Viola di mare jako Agnese
- 2008: Io non ci casco jako Dottoressa Rosa
- 2008: VIP jako Nancy Scalera di Mondragone
- 2007: Sweet Sweet Marja jako Katia
- 2007: Wycieczka do Maroka (Last Minute Marocco) jako Valeria
- 2006: Uranya jako Uranya
- 2005: Miracolo a Palermo! jako Sara
- 2005: Wszystkie niewidzialne dzieci (All the Invisible Children) jako Barmanka
- 2004: Nasz włoski mąż (Mariti in affitto) jako Maria Scocozza
- 2004: Vaniglia e cioccolato jako Penelope
- 2003: Marcinelle jako Santina
- 2001: Księżycowe opętanie (Stregati dalla luna) jako Miria
- 2001: Przyjaciele Jezusa: Tomasz (Tommaso) jako Maria Magdalena
- 2000: Dar z nieba (Picking up the Pieces) jako Desi
- 2000: Tylko jedna noc (Just One Night) jako Aurora
- 2000: Maria Magdalena (Gil Amici di Gesù – Maria Maddalena) jako Maria Magdalena
- 1999: Świat to za mało (The World Is Not Enough) jako Gulietta „Cigar Girl”
- 1999: In punta di cuore jako Lucia
- 1998: La Seconda moglie jako Anna
- 1998: Ballad of the Nightingale jako Alina
- 1998: Padre papà jako Luisa
- 1997: Camere da letto jako Maddalena
- 1997: Brooklińczycy (A Brooklyn State of Mind) jako Gabriela
- 1997: Il Decisionista jako dziennikarka
- 1997: Salomon (Solomon) jako Abishag
- 1997: Czwarty król (Il Quarto re) jako Izhira
- 1996: Italiani jako Maria/Donatella
- 1996: Wielki boss (Il Sindaco) jako Rituccia
- 1996: La Signora della città
- 1995: Dzień bestii (El día de la bestia) jako Susana
- 1995: I laureati jako Letizia
- 1994: Listonosz (Il Postino) jako Beatrice Russo
- 1993: Abbronzatissimi 2 - un anno dopo jako recepcjonistka
- 1993: Alto rischio jako Olga
- 1993: Cominciò tutto per caso jako właścicielka
- 1991: Vacanze di Natale '91
- 1990: Viaggio d’amore
- 1990: Vacanze di Natale 90 jako Arabella

## Seriale
- 2009: Così fan tutte
- 2008: Taglia e cuci
- 2007: Pompeje (Pompei) jako Lavinia
- 1989-: Simpsonowie (The Simpsons) jako Francesca (głos, 2005)
- 2002: Sekrety kobiet (Il Bello delle donne) jako Rosy Fumo
- 1999-2007: Rodzina Soprano (The Sopranos) jako Isabella (1999)
- 1997-1999: Wildside jako prawnik (1998)
- 1997: L'avvocato Porta jako Lucia
- 1992: Alta società
- 1991: La ragnatela
- 1991: Andy e Norman